# Roberto Pries
Roberto Pries (* 2. November 1955 in Altenmoor; † 29. Mai 2012) war ein deutscher Handballspieler. Im Jahr 2012 starb er an Amyotropher Lateralsklerose.

## Karriere
Pries begann das Handballspielen beim SV Rot-Weiß Kiebitzreihe. Seine nächsten beiden Stationen waren der Elmshorner MTV und der Ellerbeker TV. Anschließend schloss sich Pries dem TV Grambke-Bremen an, mit dem er 1976 in die Bundesliga aufstieg. Sein Bundesligadebüt gab Pries am 18. September 1976 gegen den TuS Derschlag. Nachdem der TV Grambke 1977 die Qualifikation zur eingleisigen Bundesliga verpasst hatte, stiegen die Bremer mit Pries 1978 – begünstigt durch den Verzicht des Regionalligameisters MTV Herzhorn – dorthin auf. Nach dem Abstieg im Jahr 1980 wechselte er zu den Reinickendorfer Füchsen. Mit diesen gelang Pries 1981 wiederum der Aufstieg in die Bundesliga auf und dort spielte er bis zum Abstieg 1986. Sein letztes Bundesligaspiel absolvierte er am 22. März 1986 gegen den VfL Gummersbach. Insgesamt lief er 177 Mal in der Bundesliga auf und erzielte dabei 538 Tore. Mit 388 Treffern in 119 Spielen war er bis Mai 2009 Rekordtorschütze bei den Füchsen. Nachdem Pries später wieder nach Schleswig-Holstein zurückgekehrt war, ließ er seine Karriere in Kiebitzreihe ausklingen.
Roberto Pries bestritt in den Jahren 1976 und 1979 insgesamt fünf A-Länderspiele mit der deutschen Handballnationalmannschaft und erzielte dabei drei Treffer. Beim Ostseepokal im Januar 1980 gehörte er der B-Mannschaft des Deutschen Handballbundes an und bestritt drei der vier Begegnungen im Turnier, wobei er sieben Tore erzielte (darunter eines im direkten Duell gegen die A-Mannschaft des DHB). Auch im Vorbereitungsspiel der B-Mannschaft gegen die VR China am 3. Januar 1980 kam er zum Einsatz.

## Privates
Im Jahr 1977 heiratete Roberto Pries seine Frau Heidi. Sein Sohn Stefan spielte ebenfalls Handball und ist Trainer der U23-Mannschaft der SG Flensburg-Handewitt. Seine Tochter Stefanie war mit dem Handballspieler Stefan Schröder verheiratet.